# Kombiinstrument

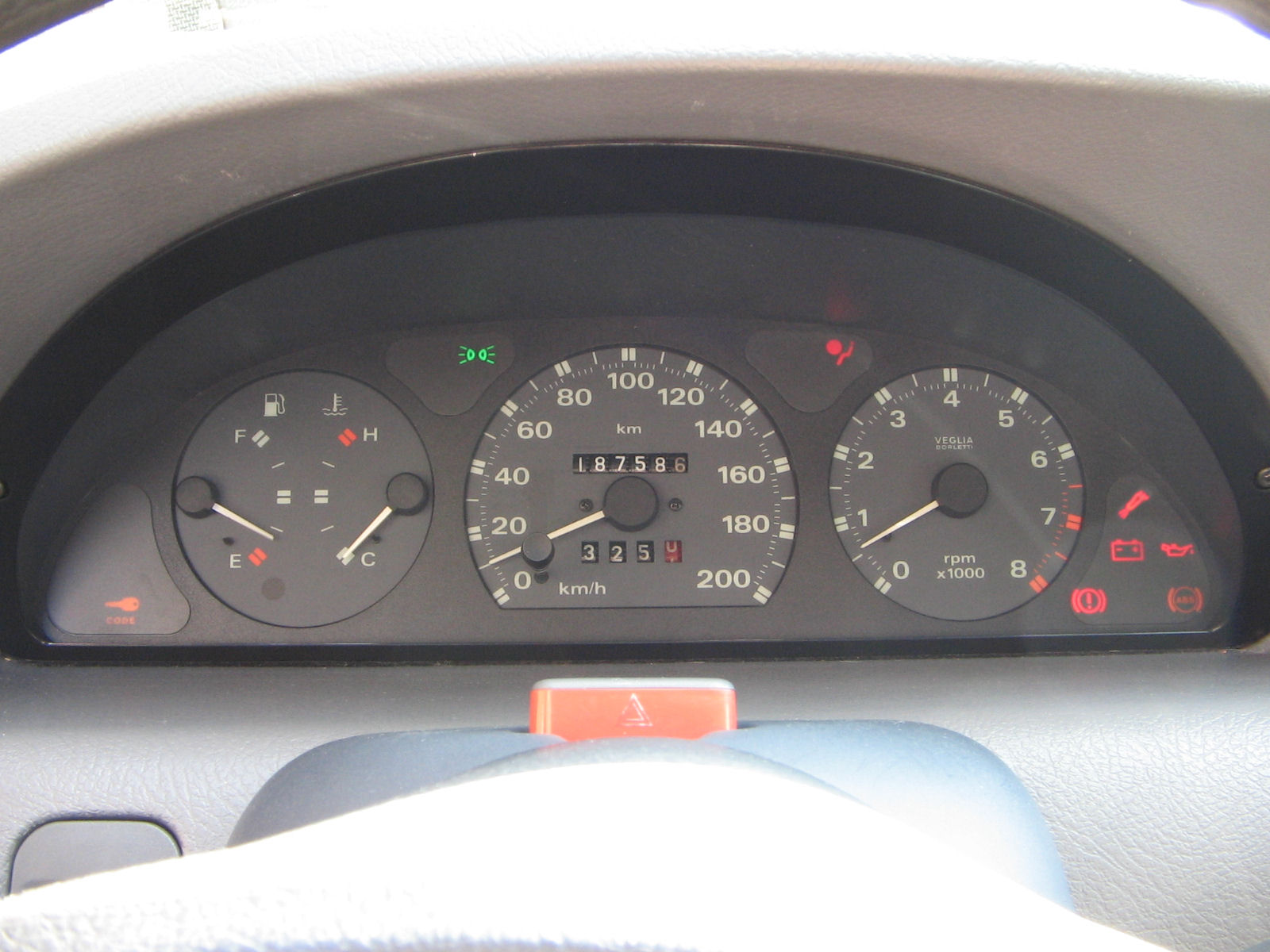
Kombiinstrument im Fiat Punto 176 mit Kontrollleuchten

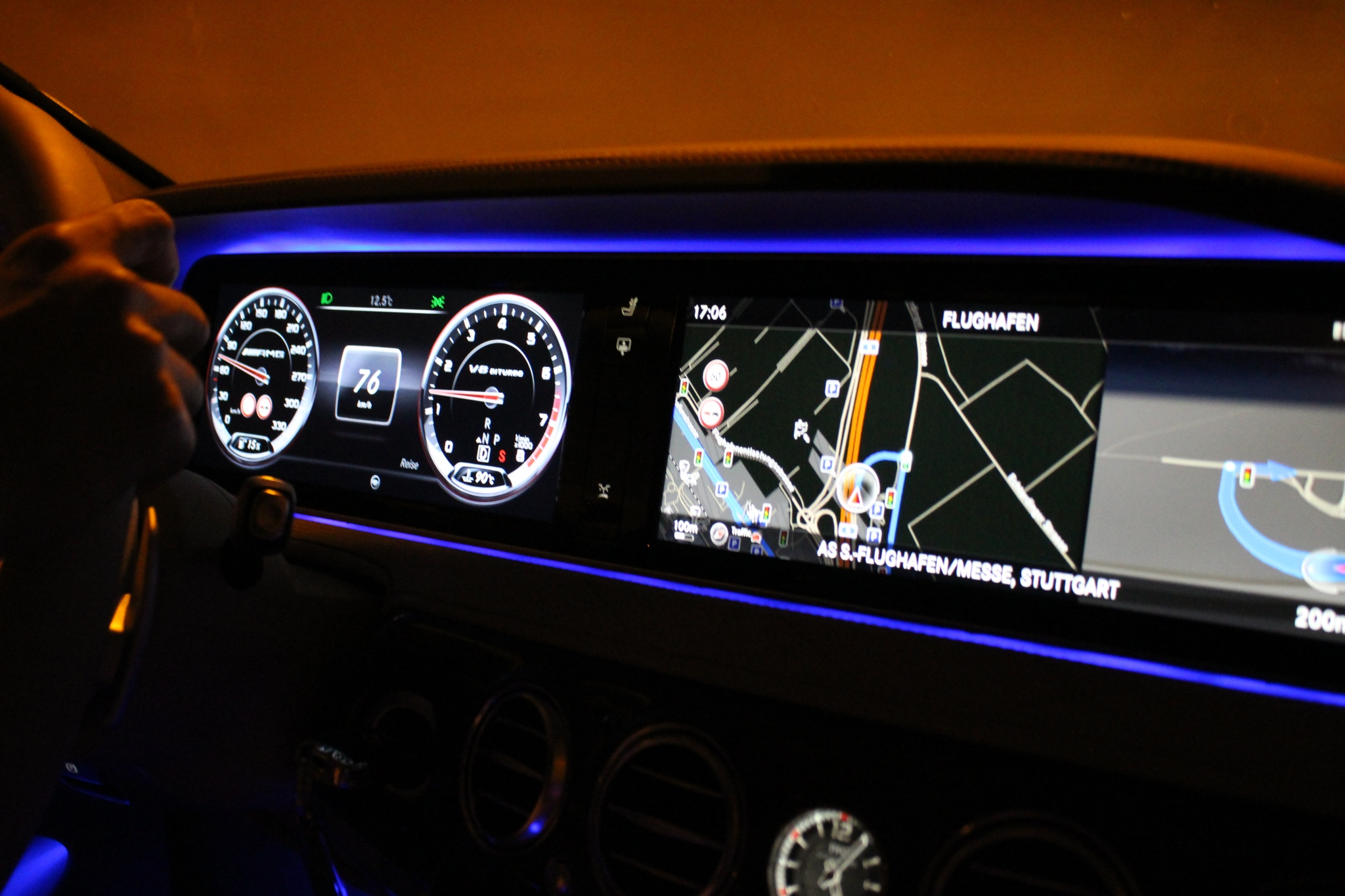
Digital-Kombiinstrument in Mercedes-Benz Baureihe 222 S63 AMG

Als Kombi-Instrument (Abkürzung für Kombinationsinstrument, englisch Instrument Cluster) bezeichnet man den Instrumentenblock in Kraftfahrzeugen (Pkw, Lkw, Motorräder usw.), der aus dem Zusammenfügen von Tachometer, Kilometerzähler, Drehzahlmesser, Tankanzeige, Kühlmitteltemperaturanzeige, und Kontrollleuchten, z. B. für den Fahrtrichtungsanzeiger (Blinker), besteht.

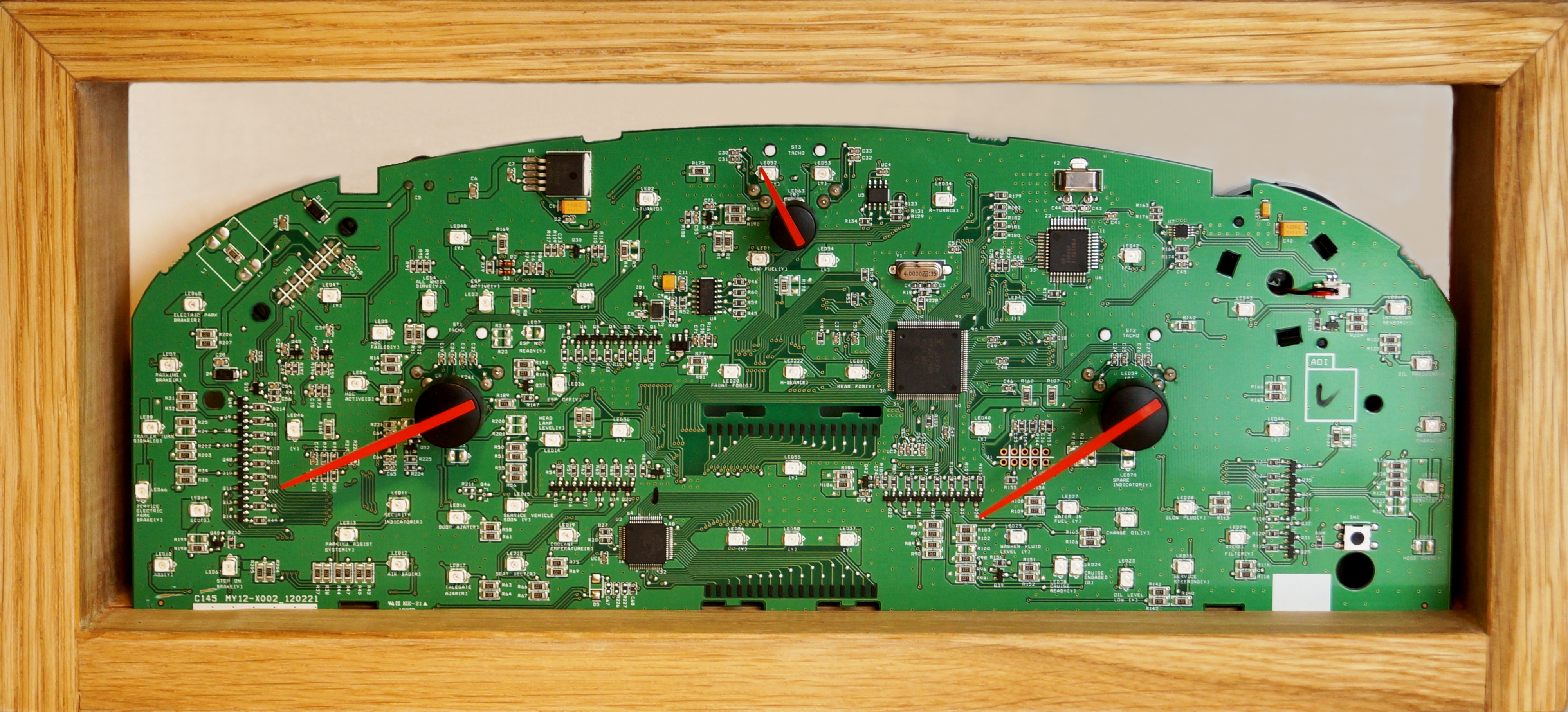
Leiterplatte des Kombiinstruments des Opel Antara 2.2 CDTI, Baujahr 2014

## Technik der Kombiinstrumente

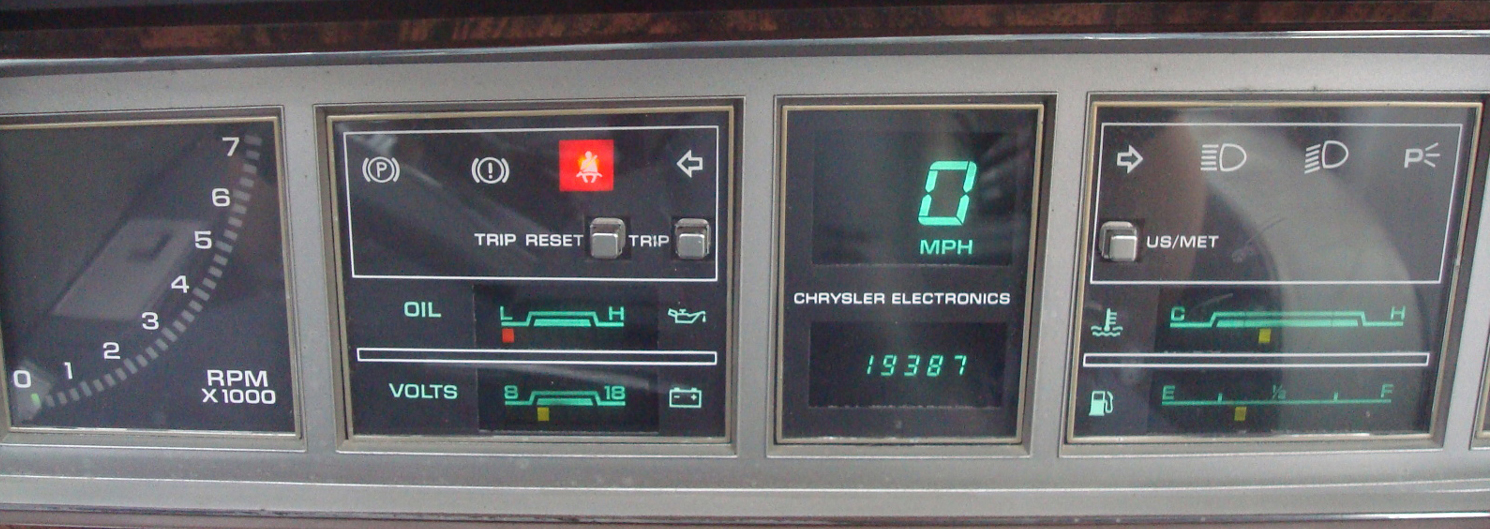
Digitales Fluoreszenz-Kombiinstrument eines Dodge 600 BJ 1984, das es auch mit Electronic Voice Alert gab.

Während dies früher mechanische Anzeigen und später elektrische Anzeigen waren, sind es heute meistens Kleincomputer. Mit der Einführung von Mikroprozessoren und Mikrocontrollern wurden (grafikfähige) LC-Displays möglich. Als neueste Anzeigemöglichkeit kam das Head-Up-Display hinzu, das um 1980 erstmals im Cockpit von Flugzeugen auftauchte. Zur besseren Ablesbarkeit gibt es weiterhin Zeigerinstrumente, die jedoch von prozessorgesteuerten Schrittmotoren angetrieben werden. Als Steuergerät ist das Kombiinstrument am CAN-Bus des Fahrzeugs angebunden (ein historischer, heute bedeutungsloser Vorläufer war der U22C-Bus, auch die K-Leitung findet Verwendung). Dies erfolgt, um die notwendigen Informationen zur Anzeige von den angeschlossenen Steuergeräten wie z. B. Motorsteuerung, Antiblockiersystem (ABS) und Elektronisches Stabilitätsprogramm (ESP) einzusammeln.

## Funktionen

### Allgemeines
Funktionen, die oft vom Kombiinstrument übernommen werden, sind Anzeige der Uhrzeit – auch mit DCF77-Synchronisation, Anzeige der Außentemperatur –, oft verbunden mit Eiswarnung, Abstandswarnung mit grafischer Anzeige, Bordcomputer-Funktionalität, beim Tachometer Ansteuerung des Fahrtenschreibers, Ölstandsanzeige, Teilnahme an der Implementierung der Wegfahrsperre sowie Auswertung der Informationen zu Motorbelastung und Fahrstrecke (in einfacheren Ausführungen nur Letzteres), um den Fahrer auf eine fällige Inspektion hinzuweisen. Neben Display und Kontrollleuchten gibt es meist auch akustische Ausgabemöglichkeiten, beispielsweise für Warntöne oder als hörbare Rückmeldung der Blinkerfunktion. Diese Möglichkeiten variieren sehr von einem Kfz-Hersteller zum nächsten sowie über die Ausstattungsvarianten innerhalb einer Modellreihe von einfacher Grund- bis zur Komfortversion.
In letzter Zeit wurden die Kombiinstrumente durch Fahrzeugnavigation, Multimedia-Anwendungen und Notruf-Möglichkeiten erweitert.
Die Entwicklung des Kombiinstrumentes ist in Deutschland eng mit der Continental AG (ehemalige VDO) und Robert Bosch verknüpft, in Frankreich mit der Firma Jaeger, in Großbritannien mit Lucas sowie mit der US-amerikanischen Delphi Automotive, die auch über deutsche Niederlassungen verfügt.
In den 1990er Jahren war für die leuchtenden Digitalanzeigen als nicht edle, aber gehobene Ausstattung und Tuning-Gimmick das Wort „Mäusekino“ im Umgangssprachschatz.

### Black Panel
Mittels der sogenannten „Black-Panel-Technik“ sind die auf die einzelnen Rundinstrumente verteilten Warn- und Kontrollleuchten nur beim Einschalten der Zündung oder bei einer Störung sichtbar.
Bei digital angesteuerten Zeigerinstrumenten wird bei einem solchen Test der Zeiger über die gesamte Skala bewegt.